# Psyllobora parvinotata
Psyllobora parvinotata – gatunek chrząszcza z rodziny biedronkowatych i podrodziny Coccinellinae.
Gatunek ten opisany został po raz pierwszy w 1899 roku przez Thomasa Lincolna Caseya na łamach „Journal of the New York Entomological Society”. Jako miejsce typowe wskazano Palm Beach w stanie Floryda.
Chrząszcz o ciele podługowato-owalnym w zarysie, grzbietobrzusznie przypłaszczonym, długości od 2,75 do 3,4 mm i szerokości od 1,4 do 2,8 mm. Głowa jest owłosiona. Czułki mają nabrzmiały i nieco spłaszczony człon nasadowy. Ubarwienie tła wierzchu ciała jest bladożółte. Na tle tym występują brązowe plamki. Wzór na pokrywach cechuje się plamami bocznymi za środkiem długości rozwiniętymi zwykle słabo, słabiej niż u P. borealis, wąsko oddzielonymi lub też połączonymi z plamami wierzchołkowej części pokryw; plamy przedwierzchołkowe nie dochodzą do szwu; zwykle obecne są kropki przykrawędziowe. Od P. vigintimaculata gatunek ten różni się częstym brakiem lub bladym zabarwieniem plamek na przedpleczu, słabiej pozlewanymi plamkami na pokrywach i ogólnie bledszym ubarwieniem. W przypadku osobników o dobrze wykształconych plamach na przedpleczu pewne odróżnienie od P. vigintimaculata możliwe jest jednak tylko dzięki genitaliom.
Owad nearktyczny, endemiczny dla południowo-wschodnich Stanów Zjednoczonych. Jego zasięg obejmuje Florydę oraz położone nad Zatoką Meksykańską tereny Alabamy, Missisipi i Luizjany.